# Bob Gutowski
Bob Gutowski, född 25 april 1935 i San Pedro i Kalifornien, död 2 augusti 1960 i Camp Pendleton i Kalifornien, var en amerikansk friidrottare.
Gutowski blev olympisk silvermedaljör i stavhopp vid sommarspelen 1956 i Melbourne.